# Sociedade Portuguesa de Geotecnia
A Sociedade Portuguesa de Geotecnia (SPG) é uma associação científica portuguesa que tem por finalidades fomentar o desenvolvimento dos conhecimentos no domínio da Geotecnia, promover a cooperação entre entidades interessadas neste domínio e colaborar com os organismos estrangeiros afins, nomeadamente nos outros países lusófonos. 
A SPG publica desde 1971 a revista Geotecnia.

## Historial
A Sociedade Portuguesa de Geotecnia (SPG) teve início nos anos 50 do século XX, com a criação da Comissão de Mecânica dos Solos da Ordem dos Engenheiros, liderada pelo engenheiro Manuel Rocha, tendo contribuído de forma decisiva para a implantação da Mecânica dos Solos em Portugal.
Já independente da Ordem, passa a designar-se Agrupamento Português de Mecânica dos Solos, filiando-se na Sociedade Internacional de Mecânica dos Solos e Engenharia de Fundações (ISSMFE), atualmente designada Sociedade Internacional de Mecânica dos Solos e Engenharia Geotécnica (ISSMGE).
Em 1966, passa a designar-se Agrupamento Português de Mecânica dos Solos e das Rochas, filiando-se na Sociedade Internacional de Mecânica das Rochas (ISRM).
Em 1972, adota a atual designação, filiando-se na Associação Internacional de Geologia de Engenharia e Ambiental (IAEG). Nos finais dos anos 80, a SPG filia-se igualmente na Associação Internacional de Túneis (ITA).